# Night Shift (musikalbum)
Night Shift är ett musikalbum av den brittiska rockgruppen Foghat som lanserades 1976 på skivbolaget Bearsville. Skivan blev inte lika framgångsrik som deras förra Fool for the City men innehöll den framgångsrika singeln "Drivin' Wheel". Skivan producerades av Dan Hartman som då var mest känd för att ha skrivit Edgar Winters hitlåt "Free Ride".

## Låtlista
1. "Drivin' Wheel"
2. "Don't Run Me Down"
3. "Burnin' the Midnight Oil"
4. "Nightshift"
5. "Hot Shot Love"
6. "Take Me to the River"
7. "I'll Be Standing By"

## Listplaceringar
- Billboard 200, USA: #36